# Стрибки з трампліна на зимових Олімпійських іграх 1960
Змагання зі стрибків з трампліна на зимових Олімпійських іграх 1960 складалися з однієї дисципліни і відбулись 28 лютого на Трамплінах Піку Папус (США).
Кожен учасник мав виконати два стрибки. Місця визначалися за сумою балів за відстань і за "стиль", що їх присуджувало за кожну спробу журі з п'яти суддів.

## Чемпіони та призери

### Таблиця медалей
| Місце              | Країна                           | Золото | Срібло | Бронза | Загалом |
| ------------------ | -------------------------------- | ------ | ------ | ------ | ------- |
| 1                  | Об'єднана німецька команда (EUA) | 1      | 0      | 0      | 1       |
| 2                  | Фінляндія (FIN)                  | 0      | 1      | 0      | 1       |
| 3                  | Австрія (AUT)                    | 0      | 0      | 1      | 1       |
| Загалом (3 збірні) | Загалом (3 збірні)               | 1      | 1      | 1      | 3       |

### Види програми
| Дисципліна          | Золото                                         | Золото | Срібло                    | Срібло | Бронза                    | Бронза |
| ------------------- | ---------------------------------------------- | ------ | ------------------------- | ------ | ------------------------- | ------ |
| Нормальний трамплін | Гельмут Рекнаґель · Об'єднана німецька команда | 227.2  | Нійло Халонен · Фінляндія | 222.6  | Отто Леодольтер · Австрія | 219.4  |

## Результати
| Місце | Спортсмен              | Країна                     | 1-й стрибок | 2-й стрибок | Сума  |
| ----- | ---------------------- | -------------------------- | ----------- | ----------- | ----- |
| 1     | Гельмут Рекнаґель      | Об'єднана німецька команда | 113.6       | 113.6       | 227.2 |
| 2     | Нійло Халонен          | Фінляндія                  | 111.3       | 111.3       | 222.6 |
| 3     | Отто Леодольтер        | Австрія                    | 107.6       | 111.8       | 219.4 |
| 4     | Микола Камєнський      | СРСР                       | 110.2       | 106.7       | 216.9 |
| 5     | Торнб'єрн Юґґесет      | Норвегія                   | 106.6       | 109.5       | 216.1 |
| 6     | Макс Болькарт          | Об'єднана німецька команда | 104.3       | 108.3       | 212.6 |
| 7     | Анстен Самуельстуен    | США                        | 107.8       | 103.7       | 211.5 |
| 8     | Юхані Кяркінен         | Фінляндія                  | 108.3       | 103.1       | 211.4 |
| 9     | Коба Цакадзе           | СРСР                       | 107.0       | 104.1       | 211.1 |
| 10    | Микола Шамов           | СРСР                       | 103.2       | 107.4       | 210.6 |
| 11    | Гальвор Нес            | Норвегія                   | 103.1       | 106.7       | 209.8 |
| 12    | Вайт Кюрт              | Об'єднана німецька команда | 106.1       | 102.6       | 208.7 |
| 13    | Коре Берґ              | Норвегія                   | 100.7       | 106.7       | 207.4 |
| 14    | Альвін Планк           | Австрія                    | 105.3       | 101.4       | 206.7 |
| 15    | Садао Кікуті           | Японія                     | 104.1       | 102.1       | 206.2 |
| 16    | Вальтер Штайнеґґер     | Австрія                    | 103.3       | 102.6       | 205.9 |
| 17    | Ейно Кірйонен          | Фінляндія                  | 104.2       | 101.6       | 205.8 |
| 18    | Рольф Страндберґ       | Швеція                     | 100.0       | 104.8       | 204.8 |
| 19    | Бенґт Ерікссон         | Швеція                     | 99.6        | 102.4       | 202.0 |
| 20    | Андреас Дешер          | Швейцарія                  | 101.1       | 100.1       | 201.2 |
| 21    | Вернер Лесер           | Об'єднана німецька команда | 98.0        | 102.8       | 200.8 |
| 22    | Коїті Сато             | Японія                     | 98.4        | 101.9       | 200.3 |
| 23    | Оле Том Норд           | Норвегія                   | 94.6        | 105.6       | 200.2 |
| 24    | Діно де Дзордо         | Італія                     | 99.7        | 99.1        | 198.8 |
| 25    | Йосуке Ето             | Японія                     | 102.2       | 95.5        | 197.7 |
| 26    | Клод Жан-Прост         | Франція                    | 99.9        | 96.9        | 196.8 |
| 27    | Леонід Фьодоров        | СРСР                       | 97.2        | 95.9        | 193.1 |
| 28    | Джон Ст. Андре         | США                        | 92.5        | 99.8        | 192.3 |
| 29    | Інґе Ліндквіст         | Швеція                     | 90.4        | 99.7        | 190.1 |
| 30    | Такасі Мацуї           | Японія                     | 92.6        | 97.0        | 189.6 |
| 31    | Владислав Тайнер       | Польща                     | 87.6        | 100.6       | 188.2 |
| 32    | Бутч Ведін             | США                        | 93.5        | 93.6        | 187.1 |
| 33    | Жак Шарлан             | Канада                     | 91.0        | 95.3        | 186.3 |
| 34    | Жеррі Ґравель          | Канада                     | 94.4        | 91.0        | 185.4 |
| 35    | Віллі Еґґер            | Австрія                    | 88.1        | 97.3        | 185.4 |
| 36    | Ніло Дзанданель        | Італія                     | 95.0        | 89.8        | 184.8 |
| 37    | Енцо Перін             | Італія                     | 84.8        | 96.8        | 181.6 |
| 38    | Робер Рей              | Франція                    | 87.7        | 91.6        | 179.3 |
| 39    | Луїджі Пеннаккіо       | Італія                     | 78.7        | 92.5        | 171.2 |
| 40    | Вейкко Канкконен       | Фінляндія                  | 72.0        | 96.0        | 168.0 |
| 41    | Тамаш Шудар            | Угорщина                   | 84.1        | 81.7        | 165.8 |
| 42    | Джін Котларек          | США                        | 96.5        | 68.6        | 165.1 |
| 43    | Скарфедінн Гудмундссон | Ісландія                   | 73.0        | 82.7        | 155.7 |
| 44    | Алуа Мозе              | Канада                     | 71.4        | 79.7        | 151.1 |
| 45    | К'єлл С'єберґ          | Швеція                     | 94.1        | 33.8        | 127.9 |

## Країни-учасниці
У змаганнях зі стрибків з трампліна на Олімпійських іграх у Скво-Веллі взяли участь спортсмени 15-ти країн.
- Австрія (4)
- Канада (3)
- Фінляндія (4)
- Франція (2)
- Об'єднана німецька команда (4)
- Угорщина (1)
- Ісландія (1)
- Італія (4)
- Японія (4)
- Норвегія (4)
- Польща (1)
- Швейцарія (1)
- Швеція (4)
- СРСР (4)
- США (4)